# Lotta Fogde
Charlotta (Lotta) Christina Fogde, född den 29 januari 1966, är en svensk frilansjournalist och tidigare socialdemokratisk statssekreterare.

## Biografi
Fogde utsågs 1997 till politiskt sakkunnig på Utrikesdepartementet under handelsminister Leif Pagrotsky. 2000 blev hon hans statssekreterare och följde även med honom och handelsfrågorna när de 2002 flyttade till Näringsdepartementet. Hon var i denna roll ansvarig för det svenska förhandlingsupplägget inför WTO:s Doha-runda år 2001.
Inför folkomröstningen om införande av euron år 2003 valdes Fogde in i styrelsen i Socialdemokrater mot EMU. Statsminister Göran Persson ställde strax efter ett ultimatum; antingen måste hon lämna styrelseposten eller sitt jobb. Fogde, liksom Marita Ulvskogs statssekreterare Gunilla Thorgren som också ingick i styrelsen, valde då att lämna styrelsen. Affären fick stor uppståndelse och innebar mycket negativa skriverier för Persson ("Munkavledebatten"). År 2006 avgick Fogde som statssekreterare, där hon även ansvarade för vapenexportkontrollfrågor. Hon blev sedermera frilansjournalist och bland annat fristående kolumnist på Dagens Nyheters ledarsida och skribent i tidskriften i Tiden.
Åren 2009–2013 var Lotta Fogde kommunikationsdirektör på statliga LKAB och 2015–2019 hållbarhets- och kommunikationschef på fastighetsbolaget Jernhusen. Hon har suttit i styrelserna för Sveriges Exportråd (2005–2007) och Sveriges Radio (2013–2014) och var 2005–2008 styrelseordförande i Institutet för fortbildning av journalister (Fojo) vid högskolan i Kalmar (nu Linnéuniversitetet). Sedan oktober 2019 driver hon konsultverksamhet i egna bolaget Mistlur Media AB.